# Talltendre y Orden
Talltendre y Orden fue un municipio español de la provincia de Lérida.

## Historia
Hacia mediados del siglo XIX, el municipio tenía contabilizada una población de 316 habitantes. Aparece descrito en el decimocuarto volumen del Diccionario geográfico-estadístico-histórico de España y sus posesiones de Ultramar de Pascual Madoz con las siguientes palabras:

TALLTENDRE y ORDEN: l. con ayunt. á que se halla agregado Coborríu y Losa, en la prov. de Lérida (25 1/2 leg.), part. jud. y dióc. de Seo de Urgel (5 1/2), aud. terr. y c. g. de Barcelona (21). sit. entre 2 pequeños cerros á la der. del r. Segre; su clima es frio, pero sano. Tiene 20 casas; igl. parr. (San Acisclo y Victoria), matriz de la ald. de Orden, servida por un cura de segundo ascenso y provision del diocesano; cementerio y buenas aguas potables. Confina con el valle de Andorra, Ellar, Cortás y Colsorrin de la Llosa. El terreno es de mediana calidad y de secano. Hay arbolado de pinos y algunos arbustos. Los caminos dirigen á Bellver y Puigcerdá; la correspondencia se recibe del primero de los espresados puntos. prod.: trigo, legumbres, patatas y pastos; cria ganado lanar, vacuno y alguno de mular, y caza de perdices y liebres. pobl.: 46 vec., 316 alm. cap. imp.: 54,901 rs. contr.: el 14'48 por 100 de esta riqueza.
(Madoz, 1849, p. 578)

El municipio de Talltendre y Orden despareció en 1962 y el territorio pasó a formar parte del de Bellver de Cerdaña. En la actualidad, existen en ese municipio las entidades de población de Talltendre y Ordèn.